# Stanisław Wolski (aktor)
Stanisław Wolski (ur. 8 sierpnia 1948 w Bielance, zm. 25 lutego 2021 we Wrocławiu), ps. Wolant – polski aktor, związany z Wrocławiem. W latach 1974–1982 występował w Teatrze Kalambur. Aktorski egzamin zdał eksternistycznie w roku 1981 we Wrocławiu. Aktor teatralny i filmowy, animator kultury, twórca happeningów i przedstawień ulicznych. Twórca teatru alternatywnego „Theatrum 70”, współtwórca (w 1976) kabaretu „Gralak Marian”; występował też (w latach 2012–2014) w Antykabarecie „Dobry Wieczór we Wrocławiu”.

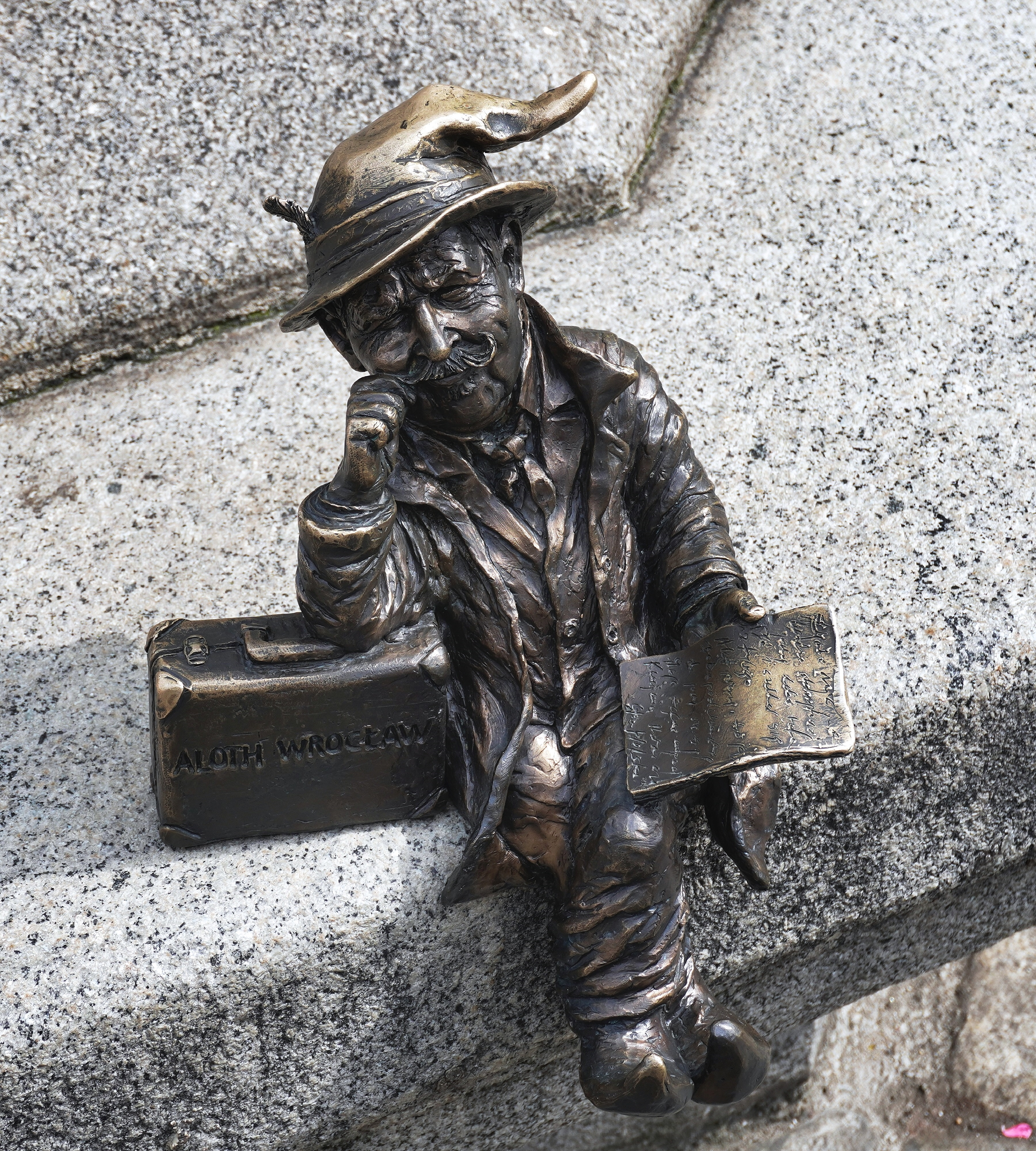
Wrocławski krasnal upamiętniający Stanisława Wolskiego umieszczony w zachodniej części Rynku

Pochowany został 7 marca 2021 na Cmentarzu Grabiszyńskim.